# Sycamore Hills
Sycamore Hills és una població dels Estats Units a l'estat de Missouri. Segons el cens del 2000 tenia 722 habitants.

## Demografia
Segons el cens del 2000, Sycamore Hills tenia 722 habitants, 289 habitatges, i 180 famílies. La densitat de població era de 1.991,2 habitants per km².
Dels 289 habitatges en un 32,2% hi vivien nens de menys de 18 anys, en un 49,1% hi vivien parelles casades, en un 10,4% dones solteres, i en un 37,7% no eren unitats familiars. En el 32,2% dels habitatges hi vivien persones soles el 10,7% de les quals corresponia a persones de 65 anys o més que vivien soles. El nombre mitjà de persones vivint en cada habitatge era de 2,5 i el nombre mitjà de persones que vivien en cada família era de 3,22.
Per edats la població es repartia de la següent manera: un 27,6% tenia menys de 18 anys, un 6,1% entre 18 i 24, un 33,7% entre 25 i 44, un 19,8% de 45 a 60 i un 12,9% 65 anys o més.
L'edat mediana era de 37 anys. Per cada 100 dones de 18 o més anys hi havia 90,9 homes.
La renda mediana per habitatge era de 41.146 $ i la renda mediana per família de 45.893 $. Els homes tenien una renda mediana de 36.518 $ mentre que les dones 26.016 $. La renda per capita de la població era de 18.761 $. Entorn del 2,2% de les famílies i el 2,4% de la població estaven per davall del llindar de pobresa.

## Poblacions més properes
El següent diagrama mostra les poblacions més properes.